# Martinet de Cochinchine
Hirundapus cochinchinensis
Espèce
Synonymes
- Chaetura cochinchinensis Oustalet, 1878
(protonyme)

Statut de conservation UICN

 LC  : Préoccupation mineure
Le Martinet de Cochinchine (Hirundapus cochinchinensis) est une espèce d'oiseaux de la famille des Apodidae.

## Répartition
Son aire dissoute s'étend à travers l'est de l'Himalaya, Hainan et Taïwan ; il hiverne en Cochinchine, la péninsule Malaise, Sumatra et l'ouest de Java.